# Krzysztof Szczucki
Krzysztof Łukasz Szczucki (ur. 18 października 1986 w Elblągu) – polski prawnik, urzędnik państwowy i polityk, doktor habilitowany nauk prawnych, w latach 2020–2023 prezes Rządowego Centrum Legislacji, poseł na Sejm X kadencji, w 2023 minister edukacji i nauki w trzecim rządzie Mateusza Morawieckiego.

## Młodość i wykształcenie
Syn Dariusza i Anny. Absolwent I Liceum Ogólnokształcącego im. Juliusza Słowackiego w Elblągu, gdzie był pomysłodawcą utworzenia w mieście Młodzieżowej Rady Miasta. W 2010 ukończył z wyróżnieniem studia na Wydziale Prawa i Administracji Uniwersytetu Warszawskiego, został nauczycielem akademickim i adiunktem w Katedrze Prawa Karnego Porównawczego na tej uczelni.
W 2014 doktoryzował się na podstawie napisanej pod kierunkiem Michała Królikowskiego pracy pt. Wykładnia prokonstytucyjna dóbr chronionych w polskim prawie karnym. Autor i współautor publikacji naukowych i komentarzy do aktów prawnych (m.in. do ustawy o Sądzie Najwyższym); specjalizował się w zakresie prawa karnego, prawa konstytucyjnego, bioetyki i filozofii prawa. W ramach UW kierował Centrum Promocji Polskich Nauk Prawnych, był również prezesem Fundacji Instytut Rzeczypospolitej im. Pawła Włodkowica.

## Działalność zawodowa i polityczna
W latach 2009–2011 pracował jako ekspert ds. legislacji w Biurze Analiz Sejmowych. W latach 2012–2013 był nauczycielem wiedzy o społeczeństwie w XXXIII LO w Warszawie, następnie przez rok przebywał jako visiting scholar w Maurer Law School na Uniwersytecie Indiany. W latach 2015–2016 zatrudniony jako główny specjalista w zespole prawa karnego Biura Rzecznika Praw Obywatelskich Adama Bodnara, następnie do 2020, główny specjalista w Biurze Prawa i Ustroju Kancelarii Prezydenta RP w czasie kadencji Andrzeja Dudy. Od lutego do sierpnia 2020 pozostawał zastępcą dyrektora departamentu prawnego w Kancelarii Prezesa Rady Ministrów Mateusza Morawieckiego. 1 września 2020 objął funkcję prezesa Rządowego Centrum Legislacji.
Uznany przez „Dziennik Gazetę Prawną” za 26. najbardziej wpływowego prawnika w Polsce, w rankingu za rok 2020.
W czasie trwania jego kadencji Rzecznik Praw Obywatelskich Adam Bodnar wyraził zaniepokojenie zwłoką w publikacji w Dzienniku Ustaw jednej z ustaw covidowych, która w ówczesnym brzmieniu, jak przyznał rzecznik rządu, była efektem pomyłki w głosowaniu nad poprawkami Senatu.
Na rozprawie w Trybunale Konstytucyjnym 13 lipca 2021 jako prezes Rządowego Centrum Legislacji reprezentował premiera Mateusza Morawieckiego, który zaskarżył do Trybunału Konstytucyjnego przepisy Traktatu o Unii Europejskiej.
18 października 2021 na podstawie dorobku naukowego oraz rozprawy pt. W poszukiwaniu legitymizacji etycznej zasad odpowiedzialności karnej, Rada Naukowa Dyscypliny Nauki Prawne Uniwersytetu Warszawskiego nadała mu stopień naukowy doktora habilitowanego w zakresie nauk prawnych.
14 października 2022 został kierownikiem Akademii Prawa i Sprawiedliwości, zaś od stycznia 2023 pełni funkcję pełnomocnika Prezesa Rady Ministrów do spraw Legislacji i Edukacji Prawniczej.
W 2021 wchodził w skład rady nadzorczej Miejskiego Przedsiębiorstwa Gospodarki Komunalnej w Chełmie. W latach 2021–2023 członek Rady Naukowej Instytutu De Republica. 
W sierpniu 2023 został ogłoszony liderem listy wyborczej PiS w okręgu toruńskim w wyborach parlamentarnych w tymże roku. Wstąpił również do partii. W wyborach tych uzyskał mandat poselski, otrzymując 34 014 głosy. W związku z tym wyborem został odwołany z funkcji prezesa RCL.
Od 21 do 27 listopada 2023 był członkiem sejmowych Komisji Sprawiedliwości i Praw Człowieka oraz Komisji Ustawodawczej, 19 grudnia 2023 ponownie został członkiem dwóch komisji sejmowych.
27 listopada 2023 został powołany przez prezydenta RP na urząd ministra edukacji i nauki w trzecim rządzie Mateusza Morawieckiego. 13 grudnia 2023 przestał pełnić funkcje rządowe w związku z powołaniem trzeciego rządu Donalda Tuska.
W wyborach do Parlamentu Europejskiego w 2024 bezskutecznie kandydował z drugiego miejsca na liście PiS w okręgu wyborczym nr 2. W październiku tego samego roku wszedł w skład komitetu wykonawczego PiS.

## Kontrowersje
Będąc prezesem RCL przez ponad trzy miesiące od wydania wyroku Trybunału Konstytucyjnego z 22 października 2020 w sprawie aborcji, który doprowadził do masowych protestów ulicznych, nie publikował go w Dzienniku Ustaw. Zgodnie ze stanowiskiem Rady Ministrów Rządowe Centrum Legislacji opublikowało wyrok po ogłoszeniu jego uzasadnienia. W związku z brakiem przepisów określających konkretną datę publikacji wyroku Trybunału Konstytucyjnego oraz z racji poważnych napięć społecznych Rada Ministrów uzasadniła takie działanie stanem wyższej konieczności, stwierdzając, że publikacja wyroku z uzasadnieniem pozwoli na lepsze zrozumienie motywów oraz skutków prawnych orzeczenia Trybunału Konstytucyjnego. Przeciwko stanowisku Rady Ministrów wystąpił sędzia Trybunału Konstytucyjnego Jarosław Wyrembak, wskazując na konieczność niezwłocznej publikacji wyroku bez względu na sporządzenie uzasadnienia. Działanie Rządowego Centrum Legislacji spotkało się z niezadowoleniem ze strony organizacji Pro-Life, które domagały się natychmiastowej publikacji wyroku.
Był uczestnikiem korespondencji ujawnionej w ramach afery mailowej oraz ghostwriterem programu wyborczego partii Prawo i Sprawiedliwość w 2023.
20 grudnia 2024 szef KPRM Jan Grabiec ujawnił, że obszerny audyt przeprowadzony w Rządowym Centrum Legislacji wykazał, że w 2023, z budżetu państwa wydano 1.300 000 złotych na kampanię wyborczą Krzysztofa Szczuckiego.
Krzysztof Szczucki dobrowolnie zrzekł się immunitetu poselskiego.
18 marca 2025 prokurator postawił mu zarzut popełnienia przestępstwa przekroczenia uprawnień i niedopełnienia obowiązków (art. 231 kk). Według wyliczeń skarb państwa miał stracić 900.000 zł na procederze fikcyjnego zatrudnienia na etatach w RCL 6 osób w latach 2022-2023, które zajmowały się de facto prowadzeniem kampanii wyborczej Szczuckiego jako kandydata na posła na Sejm RP.

## Odznaczenia
- Odznaka Honorowa za Zasługi dla Legislacji – 2023[39]